# Juanulloa
Juanulloa  es un género de plantas con flores de la subfamilia Solanoideae, en la familia de las solanáceas (Solanaceae). Comprende 8 especies distribuidas en Centroamérica y Sudamérica. El nombre del género es en honor de Jorge Juan y Antonio de Ulloa.

## Especies seleccionadas
Posiblemente es polifilético.
- Juanulloa ferruginea Cuatrec.
- Juanulloa membranacea Rusby
- Juanulloa mexicana (Schltdl.) Miers
- Juanulloa ochracea Cuatrec.
- Juanulloa parasitica Ruiz. et. Pav. especie tipo
- Juanulloa parviflora (Ducke) Cuatrec.
- Juanulloa speciosa (Miers) Dunal
- Juanulloa verrucosa (Rusby) Hunz. & Subils

## Sinonimia
- Laureria, Portaea, Sarcophylla